# Jean Enderlé
Jean-Jacques Albert (Jean) Enderlé (Brussel, 9 januari 1920 - aldaar, 24 april 1976) was een Belgisch hockeyer.

## Levensloop
Enderlé werd op 16-jarige leeftijd actief in het hockey bij La Rasante. Omstreeks Pasen 1939 nam hij met Royal Beerschot deel aan een internationaal tornooi te Hamburg. Met La Rasante werd hij elfmaal landskampioen (1937, '38, '40, '43, '45, '53, '54, '55, '56, '57 en '58) en won hij driemaal de Beker van België (1948, '53 en '56). Op 37-jarige leeftijd nam hij afscheid van het eerste team. 
Daarnaast maakte hij deel uit van het Belgisch hockeyteam. Met de nationale ploeg nam hij onder meer deel aan de Olympische Zomerspelen van 1948, 1952 en 1956. In totaal verzamelde hij 78 caps.
Enderlé was van beroep diensthoofd cardiologie aan het Universitair Ziekenhuis Brugmann. Hij overleed ten gevolge van een hartaanval tijdens een tenniswedstrijd. Zijn vader (Paul) was onder meer voorzitter van La Ransante. Zijn neef (Philippe) was voorzitter van Royal Léopold HC en zijn neven Michel en Yves waren actief als speler. Ook zijn kleinzoon Mathieu en kleindochter Candice zijn actief in het hockey.